# Лойола Рэмблерс (баскетбол)
Лойола Рэмблерс (англ. Loyola Ramblers) — баскетбольная команда, представляющая Университет Лойола в Чикаго в первом баскетбольном мужском дивизионе NCAA. Располагается в Чикаго (штат Иллинойс). С 1 июля 2013 года команда выступает в конференции Missouri Valley, а до этого 34 года была участником Horizon League. Домашние игры проводят на арене «Джозеф Джей Джентайл-арена». Их тренирует Дрю Валентайн.
Рэмблерс победители турнира NCAA 1963 года, где в финальном матче они обыграли в овертайме действующего чемпиона Цинциннати. Причём все пять игрков команды отыграли весь чемпионат без замен. 11 июля 2013 года в честь 50-летия этой победы вся команды была приглашена в Белый дом, а также включена в Зал славы баскетбола.

## Выступления в постсезонных турнирах
| Год  | № посева | Раунд                                                           | Соперник                                                        | Результат                                |
| ---- | -------- | --------------------------------------------------------------- | --------------------------------------------------------------- | ---------------------------------------- |
| 1963 | -        | Раунд 25-и 1/8 финала 1/4 финала Финал четырёх Финал чемпионата | Теннесси Тек Миссисипи Стэйт Иллинойс Дьюк Цинциннати           | В 111:42 В 61:51 В 79:64 В 94:75 В 60:58 |
| 1964 | -        | Раунд 25-и 1/8 финала Региональное 3-е место                    | Мюррей Стэйт Мичиган Кентукки                                   | В 101:91 П 84:80 В 100:91                |
| 1966 | -        | Раунд 22-х                                                      | Западный Кентукки                                               | П 105:86                                 |
| 1968 | -        | Раунд 23-х                                                      | Хьюстон                                                         | П 94:76                                  |
| 1985 | #4       | Раунд 64-х Раунд 32-х 1/8 финала                                | #13 Айона #5 SMU #1 Джорджтаун                                  | В 59:58 В 70:57 П 65:53                  |
| 2018 | #11      | Раунд 64-х Раунд 32-х 1/8 финала 1/4 финала Финал четырёх       | #6 Майами (ФЛ) #3 Теннесси #7 Невада #9 Канзас Стэйт #3 Мичиган | В 64:62 В 63:62 В 69:68 В 78:62 П 69:57  |

## Достижения
- Чемпион NCAA: 1963
- Полуфиналист NCAA: 1963
- Четвертьфиналист NCAA: 1963, 2018
- 1/8 NCAA: 1963, 1964, 1985, 2018
- Участие в NCAA: 1963, 1964, 1966, 1968, 1985, 2018
- Победители турнира конференции: 1985, 2018
- Победители регулярного чемпионата конференции: 1980, 1983, 1985, 1987, 2018